# 롱레그스
《롱레그스》(영어: Longlegs)는 2024년 개봉한 미국의 경찰물 공포 스릴러 영화이다. 오스굿 퍼킨스가 감독과 각본을 맡았다.

## 줄거리
1974년 오리건주. 즉석사진기를 든 한 소녀가 창백한 화장을 한 남자와 마주친다.
20년 뒤. 상당한 투시력을 지닌 것으로 판명된 연방수사국(FBI) 요원 리 하커가 오리건주에서 연이어 발생 중인 살해 후 자살 사건을 맡는다. 이들 사건은 가해자인 가장이 가족 전원을 살해했고, 피해 가족 구성원 그 누구의 것도 아닌 필적으로 "롱레그스"(Longlegs) 서명이 적힌 사탄주의 암호 편지가 남겨졌으며, 14일에 태어난 9살 딸이 있고, 생일 전후 6일 이내에 사건이 일어났다는 공통점이 있다.
리는 범행 날짜들을 연결하면 꼭지점 하나가 부족한 오컬트 역삼각형이 형성된다는 사실을 깨닫고, 이 날짜 하나를 마저 채워 역삼각형을 완성하기 위해 롱레그스가 유사 범죄를 한 번 더 저지를 거라고 예상한다.

## 출연
- 마이카 먼로 - 리 하커 FBI 요원 역
  - 로런 어칼라 - 리 아역
- 니컬러스 케이지 - 롱레그스 / 데일 퍼디낸드 코블 역
- 블레어 언더우드 - 카터 요원 역
- 얼리샤 윗 - 루스 하커 역
- 미셸 최리 - 브라우닝 요원 역
- 다코타 돌비 - 피스크 요원 역
- 키어넌 십카 - 캐리 앤 캐머라 역
- 제이슨 데이 - 캐리 앤의 아버지 역
- 리사 챈들러 - 캐리 앤의 어머니 역
- 에이바 켈더스 - 루비 카터 역
- 카멜 어밋 - 애나 카터 역
- 피터 브라이언트 - 상급 FBI 요원 역